# Susana Díaz Pacheco
Susana Díaz Pacheco (Sevilla, 18 oktober 1974) is een Spaans politica van de socialistische partij PSOE en sinds augustus 2013 president van de autonome gemeenschap Andalusië. 

## Levensloop
Susana Díaz is geboren in oktober 1974 in de wijk Triana van de Spaanse stad Sevilla. Haar vader werkte in die tijd als loodgieter voor de gemeente. Ze studeerde rechten in haar geboortestad en het was in die tijd, in 1997, dat ze lid werd van de Joventudes socialistas, de socialistische jongerenbeweging. In 1999 werd ze er tot gemeenteraadslid verkozen, terwijl haar partijgenoot Alfredo Sánchez Monteseirín tot burgemeester werd verkozen. 
In 2004 werd ze in het Spaanse congres verkozen namens Sevilla voor de socialistische partij (PSOE). In 2008 is ze terug naar Andalusië gegaan en werd ze in het regionale parlement aldaar verkozen tot vertegenwoordiger van haar geboortestad. Van december 2011 tot mei 2012 zat ze tevens in de senaat in Madrid. In mei 2012 nam ze plaats in de regering van de regio Andalusië en nam de consejería de la Presidencia e Igualdad op zich (wat neer komt op regionaal minister van presidentschap en van gelijkheid). 

### President van Andalusië
In augustus 2013 kondigde de toenmalig president van de regio, José Antonio Griñán zijn vertrek aan en schoof haar naar voren als zijn opvolgster. Ze was de enige die genoeg handtekeningen wist te verzamelen voor haar kandidaatstelling als secretaris generaal van de Andalusische socialistische partij (PSOE-A), waarmee er binnen de partij geen verkiezingen plaatsvinden. Op 5 september werd ze vervolgens door het regionale parlement tot president verkozen, met de stemmen van haar eigen partij en die van Izquierda Unida (IU) waarmee de PSOE een coalitie vormt. Op 7 september is ze geïnstalleerd.
Op 25 januari 2015 kondigde Díaz aan de coalitie met IU te verbreken en riep verkiezingen bijeen voor 22 maart van dat jaar, waarin de partij zetels verloor maar weer als grootste uit de bus kwam. Deze keer wist Díaz met gedoogsteun van Ciudadanos weer een regering te vormen. 

#### Leiderschapscrisis PSOE 2016-2017
In oktober 2016 voert Díaz een beweging van partijbaronnen aan die als doel had Pedro Sánchez, dan secretaris-generaal van de PSOE op nationaal niveau, uit zijn functie te zetten, omdat deze van plan was een regeringscoalitie te vormen met Podemos. Díaz was van mening dat het de partij paste om zitting te nemen in de oppositie, na een aantal maal flink verloren te hebben in belangrijke verkiezingen (Europese verkiezingen in 2014, maar vooral de parlementsverkiezingen in 2015 en de parlementsverkiezingen 2016). Ze stelde zich zelf kandidaat voor de functie, maar op 21 mei 2017 herkoos de achterban Sánchez als secretaris-generaal. De nieuwe regering van Mariano Rajoy was toen echter al geïnstalleerd en de PSOE had al zitting genomen in de oppositie.

#### Einde presidentschap en senator
Bij de regionale verkiezingen op 2 december 2018 verliest ze een aantal zetels en door een akkoord tussen de drie rechtse partijen, Partido Popular, C's en VOX verliest ze het presidentschap van Andalusië. Wel neemt ze zitting in het parlement om daar de oppositie te gaan leiden tegen de nieuwe president, Juan Manuel Moreno, die in  januari 2019 ingezworen wordt. Tot in juli 2021 blijft ze aanvoerster van de PSOE in Andalusië. Dan wordt ze in een uitzonderlijk congrés uit die functie gezet, met het oog op de aankomende regionale verkiezingen. Ze wordt opgevolgd door de burgemeester van Sevilla, Juan Espadas Cejas. Twee maanden later verlaat ze ook het regionale parlement en neemt ze zitting in de landelijke Senaat in Madrid.

## Privéleven
Susana Díaz is getrouwd en moeder van een zoon. Ze is verklaard katholiek en liefhebster van stierenvechten.
- Gemeinsame Normdatei: 1172733058
- Virtual International Authority File: 7346154441755335460009
- WorldCat: E39PBJbtjkHgPPfvPxMKPKpdcP